# 仙台四郎
仙台 四郎（せんだい しろう、グレゴリオ暦1855年頃 - 1902年頃）は、江戸時代末期（幕末）から明治時代にかけて、現在の宮城県仙台市に実在した人物で、「人神」としても祀られている。旧字体を用いて「仙臺四郎」とも書く。
本名は通説では芳賀 四郎であるが、親族によれば「芳賀 豊孝」。
経歴については不明な点も多い。

## 概要
知的障害があり会話能力は低かったが、明治期に「四郎自身が選んで訪れる店は繁盛する」との迷信が南東北のマスメディアを巻き込んで流布し、売上増を企図する店舗等が四郎の気を引こうと厚遇した。
没後の大正期に入ると、仙台市内にあった写真館が「四郎の写真を飾れば商売繁盛のご利益がある」と謳って写真販売を始めた。商売繁盛のご利益は、存命中においては四郎の意志に依拠したが、写真による偶像化以降、（死没した）四郎の意志とは無関係になり、グッズを購買すればご利益が得られると転換された。1920年（大正9年）からの戦後恐慌以降、繰り返し発生する不景気において四郎のブームが度々発生し、商業神の稲荷神やえびす、あるいは、土着の松川だるまを凌駕して仙台で信仰され、さらには全国的に知られる福の神として定着した。
現状では民間信仰において神として崇められる一方、神であるか不明なキャラクター化も進んでおり、四郎が神と人との間で揺れ動く人神となっている。神としてのグッズ展開がある一方で、仙台市都心部の密教系仏教寺院ではキリスト教におけるサンタクロース姿にさせて飾ったり、仙台初売りや一般企業の広告ではキャラクターとして使用されたり、四郎の風貌やエピソードを設定として用いて、芝居の興行をする俳優、コントをするお笑い芸人、芸能活動をするローカルタレントが現れたりもしている。

## 来歴
江戸時代から1880年代まで、北一番丁勾当台通の角、旧・宮城県庁構内郵便局の場所に火の見櫓があり、北一番丁通りを挟んで北向い（現・青葉区役所辺り）は少なくとも19世紀中は「櫓下」と呼ばれていた（北緯38度16分8.3秒 東経140度52分13.6秒 / 北緯38.268972度 東経140.870444度）。この「櫓下」には戦国時代の伊達政宗の代より伊達氏（仙台藩）に仕えた砲術師を祖とする鉄砲鍛冶職人・芳賀家があり、その四男として生まれたとされる。そのため「櫓下四郎」とも呼ばれた。
四郎の知的障害は生まれつきという説と、7歳の時、花火見物中に誤って広瀬川に転落して溺れて意識不明となったことが原因という説がある。言葉についても「バヤン（「ばあや」の意）」など限られた言葉しか話せなかった説と、普通に会話も出来たとする説とがある。
その後、四郎は気ままに市中を歩き回るようになった。行く先々で食べ物や金品をもらったりしていたが、人に危害を及ぼすことはなく、愛嬌のある風貌をしていたので、おおむね誰からも好かれた。子供が好きで、いつも機嫌よく笑っていたという。「四郎馬鹿（シロバカ）」などと陰口を叩かれることもあったが、不思議と彼が立ち寄る店は繁盛し人が集まるようになったため、「福の神だ」などと呼ばれてどこでも無料でもてなされたとされるが、ただし、実際には家族が後に支払いに回っていたこともあった。店にしてみれば、どんなに高額な飲食でも、必ず後で代金を支払ってもらえる上客と解釈できる存在であったという側面もある。四郎は素直な性質であったが、気に入らない店には誘われても決して行かなかったという。
鉄道を好んでいたようで、1887年に東北本線の仙台駅・塩竈駅が開業すると、仙台の停車場を毎日のように訪れ、人に切符代を恵んでもらい白石や白河まで乗車したが、所持金が無いため降りた先で運賃の不足分を払えず鉄道側が困っているという記事が河北新報に載ったという。更に福島や山形まで足を伸ばしていたらしい。
四郎は1902年（明治35年）頃に須賀川にて47歳で死んだとされるが、これにも諸説あり、はっきりしたことは分かっていない。徘徊中にそのまま姿を消したという説もある。釜山港漫遊中との新聞記事が掲載されたことがあるが、信憑性は不明である。昭和期に入っても目撃談があったとされる。なお、墓の場所も不明である。

## 肖像
明治時代には、千葉一が30歳頃の四郎を福島で撮影した写真が焼き増しされて販売されていた。大正に入る頃に、福島より仙台に移り仙台市内で開業した千葉写真館を千葉一が「明治福の神（仙臺四郎君）」と銘打ってこの写真を絵葉書等に印刷し売り出した。この時から「仙台四郎」と呼ばれるようになった。
現在残っている写真は上記の一種類だけである。この写真に写る四郎は、縞模様の和服に懐手をして笑っており、言い伝え通りに膝を丸出しにしているなど、四郎の人と為りをよく捉えたものと言える。
この写真をオリジナルとして、肖像画家による作品が2つと、鉛筆画が1つ、計4つあり、それぞれらの複製の段階で細部の違いもできたりしたため、さらに幾つかの版の存在を確認できる。（平成5年のブーム後にはさらに増えた）。着物がはだけていないように見える物から、中には膝の奥に男根がそのまま写っているものまで有り、幅広い職種の如何を問わず、彼が福の神として厚く慕われて来た何よりの証拠ともなっている。
また、ものの古さから昭和初期と見られる仙台四郎の人形もある。（これは昭和50年以降につくられたこま屋の仙台四郎の人形よりも古いものである。）

## 流行り神

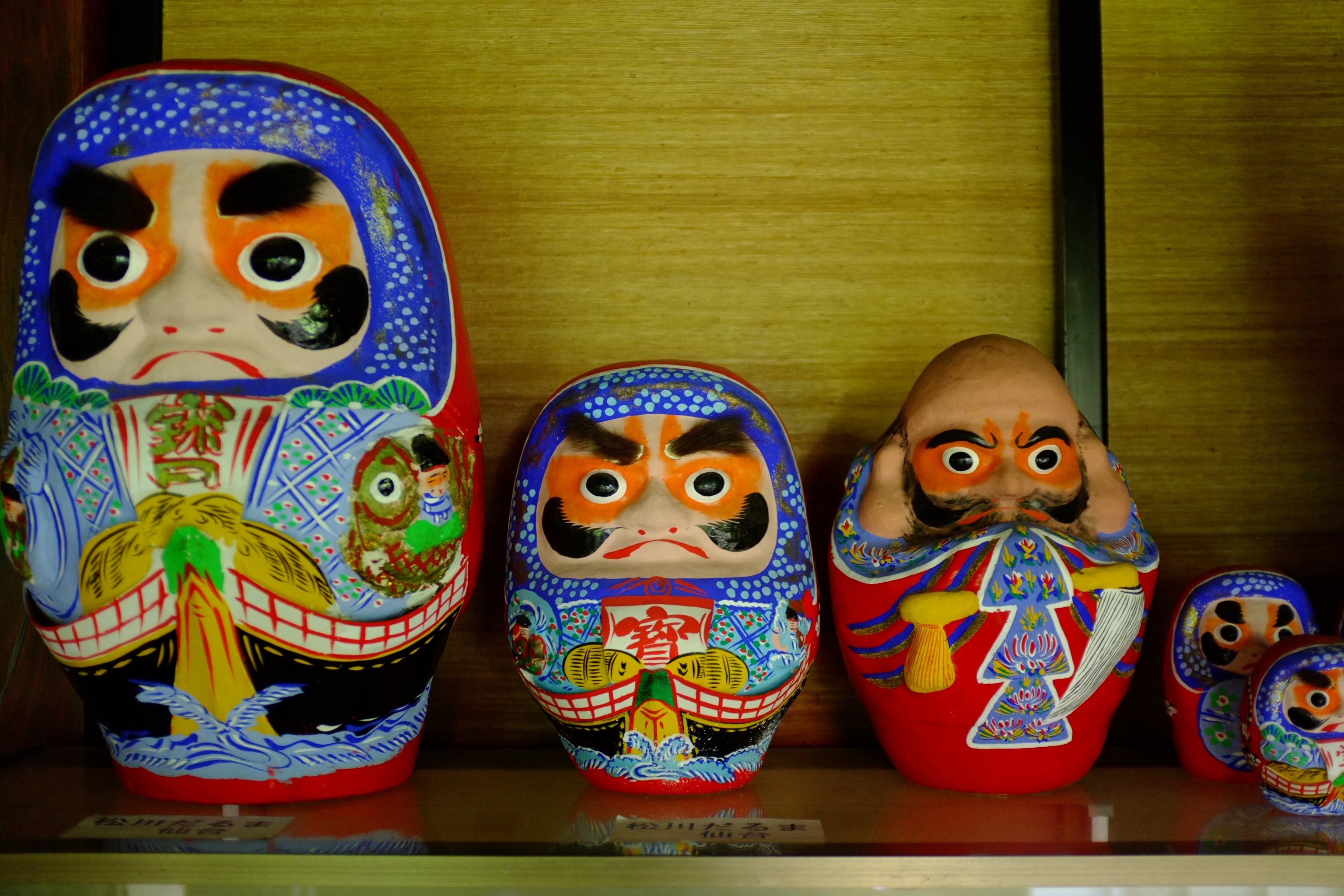
松川だるま

江戸時代より仙台では、商売繁盛を願う縁起物として松川だるま（仙台だるま）があり、「七転八起」に因んで8体を並べて飾り、毎年1体を買い求めた替わりに1体をどんと祭等においてご神火で燃やすという風習があった。松川だるまは中心部などで開催されていた「歳の市（仲見世）」で買い求めるのが一般的であったが、高度経済成長期にあたる昭和40年頃に歳の市（仲見世）は行われなくなり、主要な販路が寺社の祭事での出店に変化した。また、支店経済都市である仙台では、中心部商店街の小売店がテナントビル化し、松川だるまを知らない東京や海外に本拠を置く店子が主に路面店として入るようになり、松川だるまの風習が衰退していった。

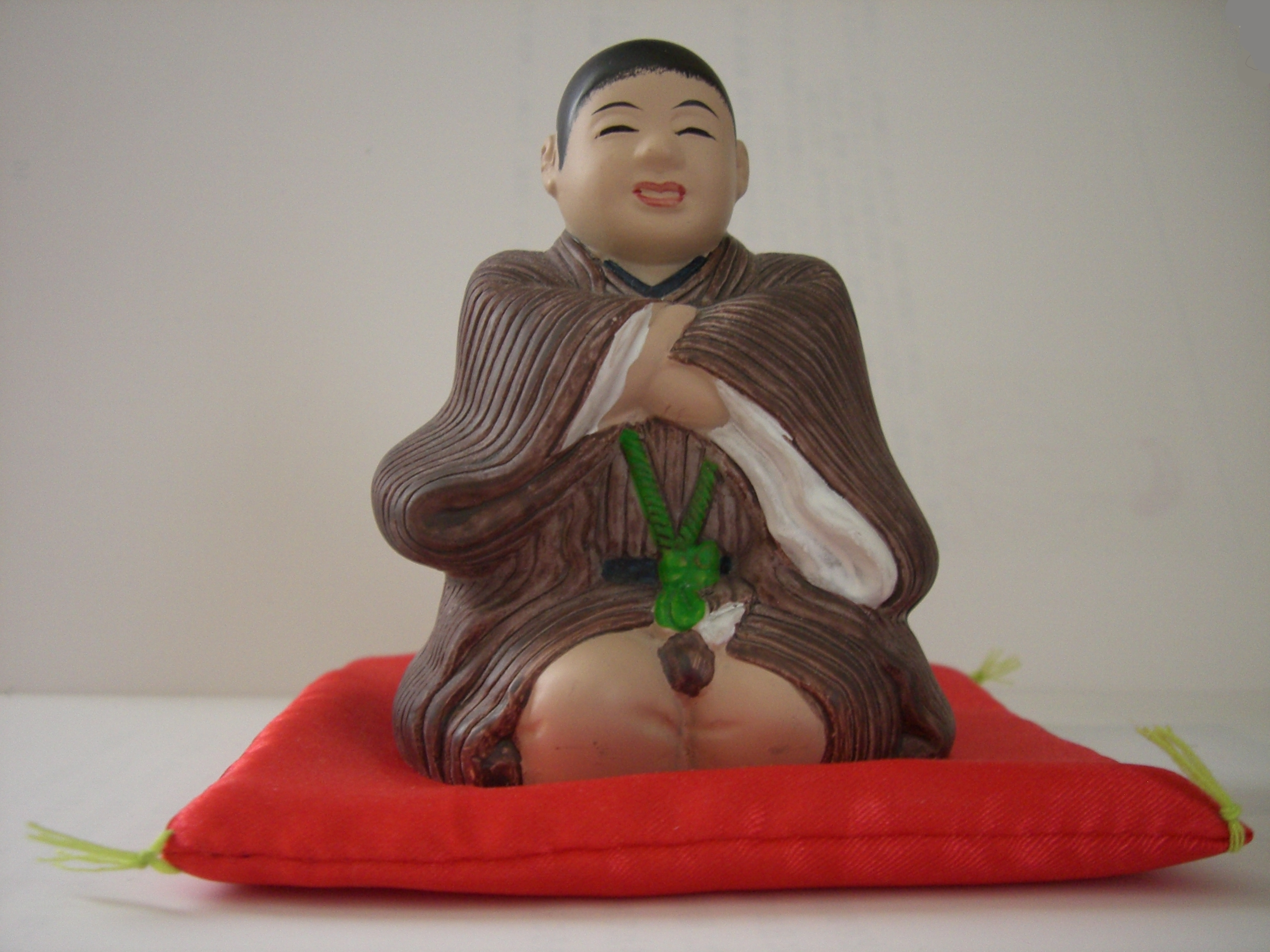
仙台四郎の人形

ここに、写真や人形など様々なグッズ展開をした仙台四郎のブームが発生し、仙台における商売繁盛の縁起物の地位が、神棚に並べ場所をとる松川だるまから、店内での置き場所に自由度が高く場所をとらない仙台四郎へと取って代わられることになる。
仙台市内の飲食店では、神棚、レジ脇などに、仙台四郎の写真や置物を見ることができる。土産屋などでは、様々な四郎人形がおいてある。なお、仙台の流行り神としては、他に定義如来と仙台幸子がある。

### 1993 年の「仙台四郎ブーム」
現在に連なる仙台四郎の受容は、1993年の仙台四郎ブームを発端とする。それ以前であっても仙台四郎の存在は市⺠に知られていたが、このブームを経てグッズ等が⼤きく展開されるようになった。アサヒグラフ1993年5⽉7･14⽇号にて、仙台四郎は「東北の七不思議」特集の番外編として取り上げられた。この記事では、記者が気仙沼で⾒た仙台四郎の写真を不思議に思い調査を進め、仙台市内の店舗での様⼦や四郎の⽣い⽴ちなどを紹介している。この記事を受けて仙台市観光課などには仙台四郎の写真の⼊⼿⽅法などを問い合わせる声が殺到し、以前からグッズを製造していた三瀧⼭不動院はグッズを増産した[1]。河北新報は同年5⽉27⽇に「商売繁盛の『福の神』仙台四郎ブーム再び」として、仙台四郎グッズが全国的にブームになっていると報じている。

## 鎮座地

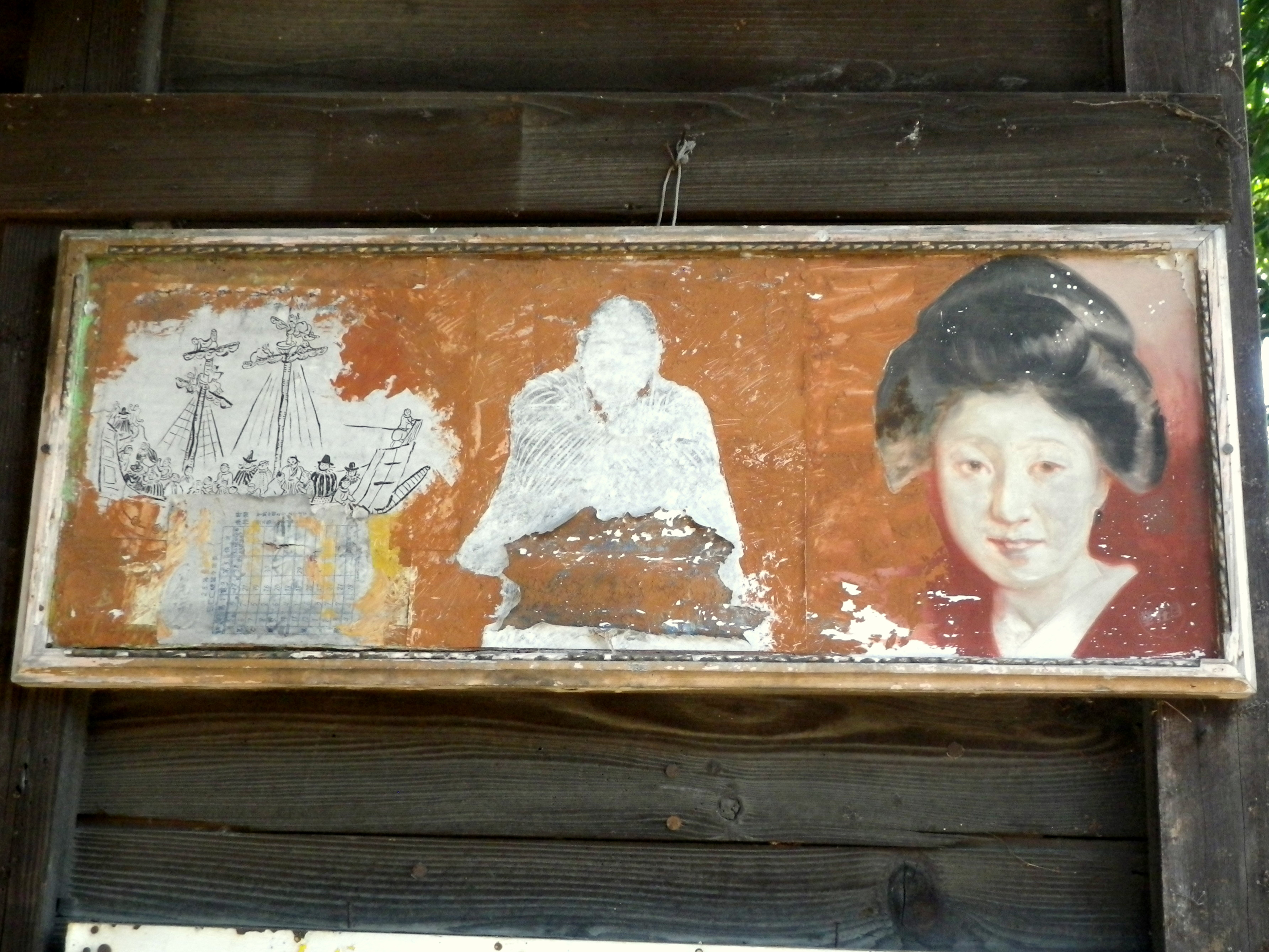
朝日神社に飾ってある仙台四郎の絵（2015年7月）現在行方不明（2021年）

仙台四郎は民間信仰であるため本来寺社とは関係ないが、仙台四郎を合わせて祀る寺社がある。
- 三瀧山不動院（北緯38度15分41.6秒 東経140度52分35.2秒、真言宗智山派）　仙台市都心部のアーケード街の1つであるクリスロードにある寺。プラザ合意後の円高不況期から鎮座地となった。不動明王を本尊とする寺院であるが、四郎を起用した街おこしに参画し信楽焼の像を置いている。参拝客が四郎の置物や色紙などのグッズを縁起物として買い求めている[16]。
- 朝日神社（北緯38度16分38.4秒 東経140度52分43.9秒、別称：守子の社、主祭神：豊受姫神、神子朝日女之霊）[17]　宮城県立視覚支援学校に隣接している神社。同じ青葉区にある松尾神社が管理している[17]。仙台四郎の絵が掲げられている。

## 年表
- 1855年（安政元年）頃、仙台城の城下町・北一番丁（櫓下）の鉄砲鍛冶・芳賀家に生まれた。本名は「四郎」だとされるが、親族によれば「豊孝」と推測されている[1]。
- 1877年（明治10年）頃、新聞に登場するほどの有名人になった[9]。
- 1882年（明治15年）、仙台各界の人物を順位付けした番付表の「ばか」部門で四郎が1位となった[9]。
- 1885年（明治18年）頃、当時30歳くらいになっていた四郎を千葉一が撮影した（この写真が現在の仙台四郎の肖像として使用されている）[2]。
- 1902年（明治35年）頃、福島県岩瀬郡須賀川町（現・須賀川市）にて、47歳で死んだとされる[7]。
- 大正時代（1912年 - 1926年）に入ると、X橋（宮城野橋）と仙台駅との間（現在アエルが建つ）にあった千葉写真館（仙台市）が「明治福の神（仙臺四郎君）」と銘打って、四郎の写真を使った絵葉書を売り出した[2]。この頃から「仙台四郎」と呼ばれて崇められるようになった[2][9]。

- 1928年（昭和3年）、熊耳耕年が1875年（明治8年）から1876年（明治9年）の芭蕉の辻（江戸時代からの仙台の中心）を屏風に描いた「芭蕉の辻図」を東北産業博覧会に出品、日本画の部一等金牌賞を受賞した。この肉筆画から「芭蕉の辻錦絵[18]」が作られ、広く親しまれた[19]。これらの絵の中に仙台四郎が描かれた[20]。

- 1986年（昭和61年）

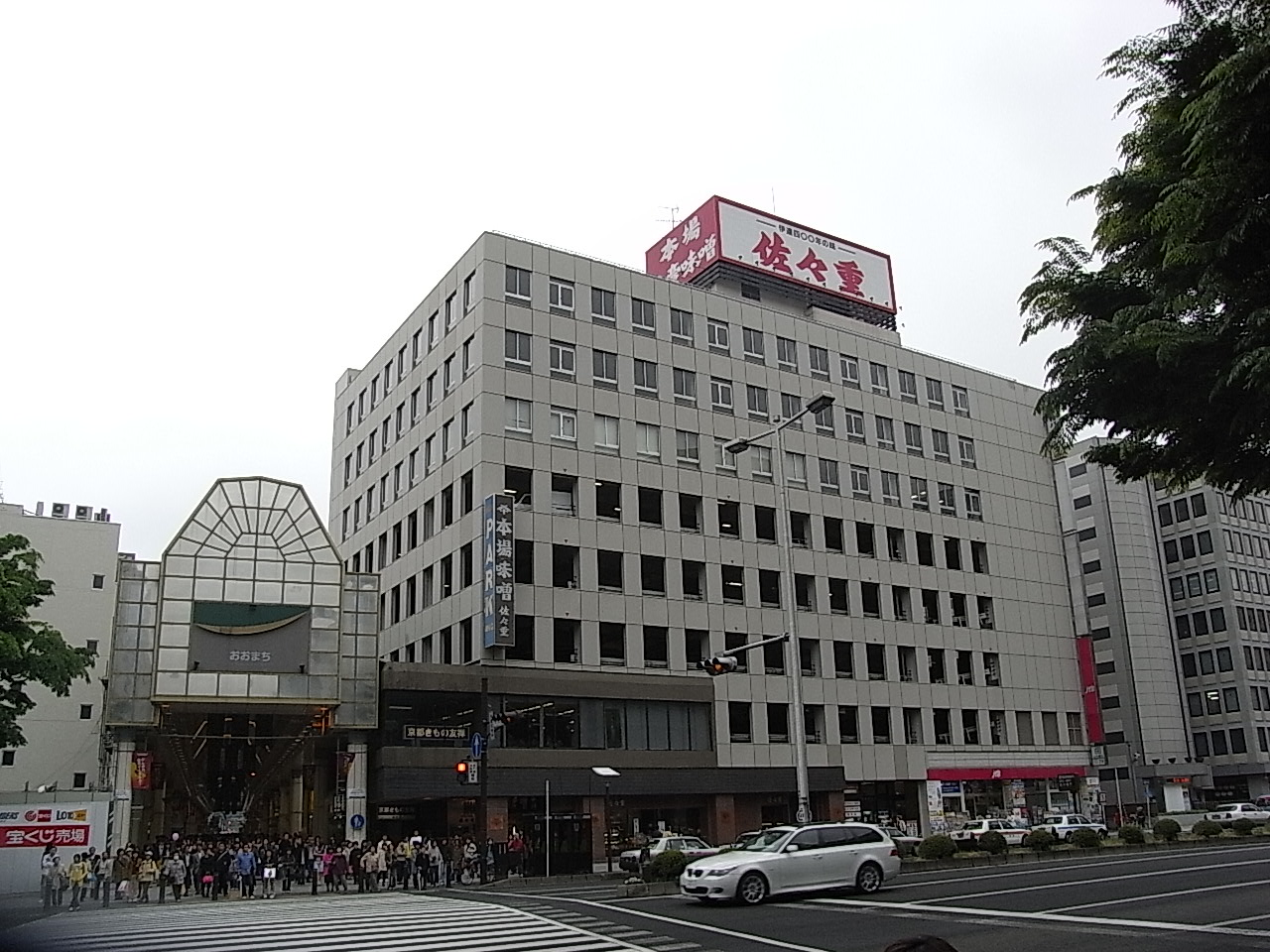
1986年に「仙臺四郎祭」が開催された佐々重ビル（2008年5月の撮影時は一番町平和ビル：建て替えられ2012年1月竣工）

  - 4月3日 - 6日（4日間）、佐々重ビル（仙台市・中央通り東二番丁角）にて「仙臺四郎祭[† 2]」が開催された[21][22]。三瀧山不動院に「仙台四郎」の御本体を奉納した[21][22]。
  - 4月初旬、河北新報・読売新聞・報知新聞等で仙台四郎や「仙臺四郎祭」が取り上げられ、プラザ合意によってもたらされた円高不況の世相を背景に「仙台四郎ブーム」が興った[21][22]。
- 1993年（平成5年）頃より、バブル崩壊を背景に不景気の救世主として仙台四郎を日経流通新聞・河北新報・仙台リビング、人気テレビ番組などが取り上げ、「仙台四郎ブーム」が興った[21][22]。
- 1994年（平成6年）5月頃、仙台市青葉区上杉5丁目の光禅寺通り・北四番丁の交差点付近にある樹齢約100年のイチョウの木（北緯38度16分26.3秒 東経140度52分42秒 / 北緯38.273972度 東経140.87833度）が四郎に関係するご神木と見なされて四郎の写真が飾られるようになり、その後、木製の祠やさい銭も置かれ、「仙台四郎手植えの銀杏」との案内板まで設置された[23][24]。
- 2002年（平成14年）より、仙台初売りの公式イメージキャラクターとなっており、年末年始に仙台四郎の幟などが掲げられる[25]。
- 2003年（平成15年）より、クリスロードではクリスマスシーズンに入ると、アーケード天蓋下にサンタクロース姿の仙台四郎の巨大バルーン人形が掲げられている[26][27]。
- 2013年（平成25年）2月26日、仙台・宮城デスティネーションキャンペーン（4月1日 - 6月30日）[28]に合わせて、吉永小百合出演のJR東日本「大人の休日俱楽部」のCMで仙台四郎編が放送開始[29]。

## 逸話

### 新聞
四郎についての当時の資料はあまり残っておらず、多くは噂や⾵説の混在した⾔い伝えである。⽣前は、仙台の新聞で何度か四郎のエピソードが掲載されていた。
- 明治10年12⽉10⽇ 仙台新聞　⾞夫が四郎に⾞を任せたら乗客もろとも真っ逆さまになり、⼤迷惑をかけてしまう話。後先を考えない四郎がコミカルに描かれている。

何処の⾞夫にや名は聞き惹く処の⾞夫にや名は聞洩せしが、⾞を曳⾏く途中、四郎に出会し、『ヤイ、四郎、此⾞曳ていけ』と命ぜしかば、四郎は喜んで勇んで跳⾏くと、柳町辺に到りし頃、傍より、『これ、四郎々々』と、何か⾒せければ、素より⾄愚の⼤将ゆゑ、何の酌的（娼婦）もあらばこそ、『オー』と応えて⾞を突出して⾏けば、乗たるお客はそのまま、真っ逆さまに引返り、⼤怒鳴りに怒り出し、⾞夫は、今更⾔い分ける⾔葉もなく、⼤迷惑をなせしと云。
- 明治11年10⽉18⽇ 仙台⽇⽇新聞　娼婦が四郎の⾯倒を⾒てくれた話がしみじみと語られている。

⼈はなんぼ愚鈍だとて、教へ様で随分弁ひが出るものです。北⼀番丁勾当台通りの四郎（有名な⾺⿅者）は、⼈々より⾦銭を与えられると直に喰物を買って遣ひ捨てるので、着物は損（やぶ）れても買うこともできず、ようやく単⾐⼀枚にて此の寒さを凌ぎいるを、常磐郭座押野屋の娼婦おきみは、⾒て不憫に思い、⾐服を製（こしら）へて与（やら）ふとすれど⾝は苦海に沈んでいるから、⾦銭も不⾃由ゆゑ、余儀なく彼四郎を呼び種々説諭して聞かせ、『今から私が世話をして⾐服を製して遣るから、⼈々より与った⾦銭は少しつつなりとも、私の所へ預け置きな』と云へば、四郎も承知して、毎⽇もらった⾦を預け置くと、凡そ三⼗銭の⾦がたまった故、おきみは、別に⼆⼗銭の⾦を増し、総て五⼗⼆銭にて着物を買ってくれたとは、実に狐ん々々社会には感⼼でありまする。

### 『郷⼟史仙台⽿袋』
四郎が町の⼈に好かれ、福の神としてありがたがられていたことがわかる。
明治31年の春、わたしが⼆つの時、（中略）突然⾏⽅不明になり⼤騒ぎになった。（中略）そうこうするうちに、四郎⾺⿅が幼い坊やをふところに抱いて歩いている姿を⾒かけたと知らしてくれた⼈があって、芭蕉辻の交番に届けたところ、間もなくお菓⼦のいっぱい⼊った袋を⼩さな両⼿で抱えたわたしを四郎が抱いて、ニコニコ笑いながら『バアヤン』と⾔って店に戻ってきた。相⼿が福の神とあって叱りもならず、今までの⼼配は吹き⾶んで笑いに変わった。⺟は後年このことを思い出しては『お前が丈夫に育ったのも福の神の四郎に可愛がられたおかげだろうよ』といって笑った。

## 関連作品
以下は仙台四郎を題材にした作品。
- 文芸
  - 『福の神になった少年―仙台四郎の物語』（丘修三著、1997年1月25日発行、平成9年度中央児童福祉審議会推薦文化財）
  - 『みちのく』（岡本かの子の小説、昭和12年10月）
- 漫画
  - 『神秘家列伝』「怪」vol.0011（水木しげる、2001年）
  - 『東方茨歌仙 〜 Wild and Horned Hermit.』 第7話「本当の福の神」（原作者：ZUN、作画：あずまあや、2011年）
  - 『幕末仙台庶民伝 オレとシロバカ』 web漫画（ひげばあさん）:主人公は仙台四郎　[31]
  - 『江戸前の旬』第1267/68話「福の神」(原作：九十九森、劇画：さとう輝 ,2024年)
- 演劇
  - 『仙台四郎物語～福の神になった男[32]』（2009年9月4日～9月27日、明治座）
出演：コロッケ、藤本美貴、金子貴俊、江藤潤、彩輝なお、大空眞弓、村田充 ほか
- 音楽
  - 『仙台四郎招福音頭』（ウィリー佐々木）
  - 『福の神』（坂井一郎、徳間ジャパン、2013年3月27日発売）[33]
  - 『仙台四郎物語』（作詞：堀あかね、作曲：木村善徳、歌謡：菊地登志彦）[34]

## キャラクター
- 2002年より、仙台商工会議所が仙台初売りのキャラクターとして利用している。
- 2013年頃より、永大ハウス工業がテレビCMのキャラクターとして利用している。
- 2016年より、JR仙台駅1階に仙台四郎を模した駅員姿の「仙臺駅四郎」の立体像が設置されている。

このほかに、BSフジのバラエティ番組「東北魂TV」において、仙台四郎をパロディにした、「仙台五郎」（富澤たけし）と「仙台六郎」（狩野英孝）が登場するコントシリーズ『商売繁盛』がある。また、かつて仙台のお笑いコンビ・ハンプティダンプティのあべだいちが、コンビ解散後にアリティーヴィーの営業担当となった頃から「平成の仙台四郎」と名乗っている。